# 赵广恩
赵广恩，河南洛阳人，清朝政治人物。
鄉試中舉。咸丰四年（1854），擔任利川知县。